# Andorre aux Jeux olympiques d'été de 2012
Vous lisez un « bon article » labellisé en 2013.
L'Andorre participe aux Jeux olympiques d'été de 2012 à Londres au Royaume-Uni du 27 juillet au 12 août 2012. Il s'agit de sa 10e participation à des Jeux d'été.
L'Andorre fait partie des pays qui ne remportent pas de médaille au cours de ces Jeux olympiques. Parmi les six sportifs engagés, aucun ne termine dans les dix premiers de sa discipline. Le judoka Daniel García González est le seul athlète de la délégation andorrane à passer un tour de compétition. Il s'incline en seizième de finale contre l'Espagnol Sugoi Uriarte sur un waza-ari. Le marathonien Antoni Bernadó, invité par le CIO, termine la compétition à la 74e place. L'athlète Cristina Llovera est éliminée dès les séries du 100 m. À 16 ans, elle est la plus jeune athlète andorrane à participer à des Jeux olympiques. Le tireur Joan Tomàs Roca, qui porte le drapeau national lors de la cérémonie d'ouverture, est éliminé lors des qualifications où il termine 33e. En natation, l'Andorre est représentée par deux athlètes : Hocine Haciane pour le 200 m papillon et Mónica Ramírez Abella pour le 100 m dos. Ils sont tous les deux éliminés lors des séries.

## Préparation et arrivée au village olympique
La délégation andorrane pour ces Jeux olympiques est composée de six athlètes accompagnés de six entraîneurs et trois officiels : Francisco Garcia, chef de mission, Éva Rodriguez, attachée olympique, et George Orteu, directeur technique.
Les membres de la délégation arrivent à Londres le 25 juillet dans l'après-midi. Leur cérémonie de bienvenue a lieu le 26 juillet à 17 heures. L'hymne national andorran est joué en présence du maire du village olympique.

## Cérémonies d'ouverture et de clôture
L'Andorre est la sixième délégation, après les Samoa américaines et avant l'Angola, à entrer dans le stade olympique de Londres au cours du défilé des nations durant la cérémonie d'ouverture. Le porte-drapeau du pays est le tireur Joan Tomàs Roca, qui succède dans cette fonction au kayakiste Montserrat Garcia Riberaygua.
Lors de la cérémonie de clôture, le 12 août, les athlètes défilent mélangés et sont menés par les porte-drapeaux de toutes les nations participantes. Le marathonien Antoni Bernadó porte le drapeau andorran.

## Athlétisme

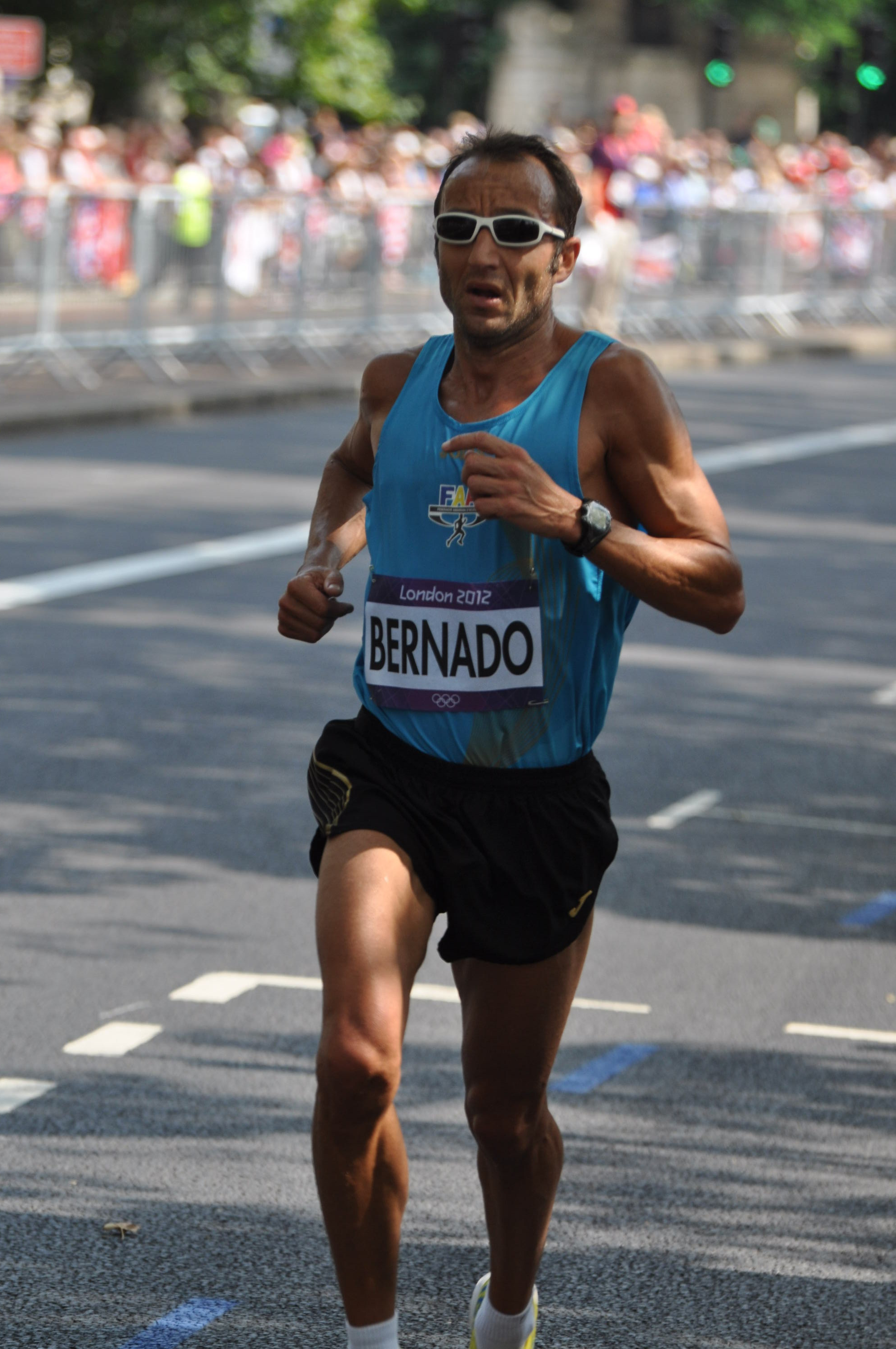
Antoni Bernadó pendant le marathon.

L'Andorre aligne deux représentants lors des épreuves d'athlétisme à ces Jeux olympiques. Il s'agit du marathonien Antoni Bernadó et de Cristina Llovera sur 100 mètres. Le marathonien de 46 ans participe à ses cinquièmes Jeux olympiques après une 58e place en 2008. Son meilleur résultat aux Jeux olympiques est obtenu aux Jeux olympiques d'été de 2000, avec une 49e position. La deuxième athlète de cette discipline est Cristina Llovera, qui participe au 100 mètres. Âgée de 16 ans, elle devient la plus jeune athlète andorrane à participer aux Jeux olympiques. Elle participe à ses premiers Jeux olympiques.

### Qualification
Antoni Bernadó s'est qualifié pour les Jeux de 2012 en réussissant les minima de qualification A ou B, qui sont de 2 heures et 15 minutes et de 2 heures et 18 minutes. Son meilleur résultat obtenu pendant la période de qualification, entre le 1er janvier 2011 et le 8 juillet 2012, était un temps de 2 heures, 17 minutes et 19 secondes réalisé au Marathon de Barcelone, en Espagne, le 6 mars 2011. Cristina Llovera n'a pas réussi à atteindre les minima de qualification. L'Andorre a toutefois pu l'engager en raison de la règle qui autorise un comité national olympique à inscrire son meilleur athlète (masculin et féminin) sur une épreuve, sauf sur le 10 000 mètres, le 3 000 mètres steeple et les épreuves combinées (décathlon et heptathlon). Ces invitations sont soumises à l'acceptation de l'Association internationale des fédérations d'athlétisme (IAAF).

### Résultats
Au début de la course, Antoni Bernadó fait partie des derniers coureurs. Il est 99e après 10 kilomètres. Il remonte ensuite au classement, puisqu'il est 92e au milieu du parcours après 1 heure, 10 minutes et 39 secondes. Il continue à améliorer son rang et termine 74e, sur les 85 engagés terminant la course, après 2 heures, 28 minutes et 34 secondes.
Cristina Llovera court dans la deuxième série du 100 mètres féminin. Elle termine à la cinquième place avec un chrono de 12 secondes 78 et un temps de réaction de 0,178 seconde. Avec un vent contraire de 0,2 m/s, elle échoue à cinq centièmes de son record personnel. Auteure du dix-huitième temps des engagées, Llovera n'est pas qualifiée pour les séries, seules les deux premières de chaque course ainsi que les deux meilleurs temps pouvaient y parvenir. Elle avouera en conférence de presse que c'est un bon résultat.
| Athlète        | Épreuve  | Résultat        | Rang |
| -------------- | -------- | --------------- | ---- |
| Antoni Bernadó | Marathon | 2 h 28 min 34 s | 74e  |

| Athlète          | Épreuve | Séries   | Séries       |
| Athlète          | Épreuve | Résultat | Rang         |
| ---------------- | ------- | -------- | ------------ |
| Cristina Llovera | 100 m   | 12 s 78  | 5e - série 2 |

## Judo
L'Andorre est représentée par Daniel García González dans les épreuves de judo, plus particulièrement dans celle des moins de 66 kg.

### Qualification
Daniel García González apprend sa qualification pour les Jeux olympiques en juin 2012 dans la catégorie des moins de 66 kg. Cette qualification a été permise grâce à l'obtention d'un des deux quotas réservés aux sportifs européens en plus de ceux qualifiés grâce à leur classement mondial. García González devient alors le premier judoka andorran de l'histoire à se qualifier pour les Jeux olympiques sans avoir à bénéficier d'une invitation. Le judoka andorran a notamment participé aux Championnats du monde de judo 2011 où il perd au deuxième tour face au Kazakh Nauryzbek Mailashev.

### Résultat
Le 29 juillet a lieu la deuxième journée des compétitions de judo avec au programme chez les hommes la catégorie des moins de 66 kg, celle de Daniel García González. L'Andorran se qualifie pour les seizièmes de finale en battant grâce à un waza-ari le Paraguayen Abraham Acevedo. Lors des seizièmes de finale, il est battu par l'Espagnol Sugoi Uriarte sur un waza-ari. Il signe la meilleure performance d'Andorre lors de ces Jeux de Londres.
| Athlète                | Compétition    | 1/32 de finale             | 1/16 de finale                   |
| Athlète                | Compétition    | Adversaire Résultat        | Adversaire Résultat              |
| ---------------------- | -------------- | -------------------------- | -------------------------------- |
| Daniel García González | Moins de 66 kg | Bat Acevedo (PAR) waza-ari | Battu par Uriarte (ESP) waza-ari |

## Natation
Hocine Haciane, âgé de 26 ans, et Mónica Ramírez Abella, âgée de 19 ans, sont les deux représentants de l'Andorre dans les épreuves de natation.
Mónica Ramírez Abella participe à l'épreuve du 100 mètres dos pour ses premiers Jeux olympiques. Hocine Haciane participe quant à lui à sa troisième compétition olympique après celles de 2004 et 2008. Il est en lice sur l'épreuve du 200 mètres papillon. Ils ont tous les deux reçu une invitation de la Fédération internationale de natation.

### Qualification
Un comité national olympique peut inscrire jusqu'à deux nageurs dans chaque épreuve individuelle s'ils ont effectué le « temps de qualification olympique » (TQO). Un nageur par épreuve peut se qualifier s'il réussit le « temps de sélection olympique » (TSO) et si le quota de 900 athlètes n'est pas atteint. Les temps de qualification doivent être obtenus lors des championnats continentaux, sélections olympiques nationales ou compétitions internationales approuvées par la Fédération internationale de natation (FINA) entre le 1er mars 2011 et le 18 juin 2012. En cas d'échec dans la réalisation de ces performances, un comité olympique national a la possibilité d'inscrire un nageur et une nageuse sans tenir compte des temps de qualification ou de sélection olympique si le ou les nageurs potentiellement retenus ont préalablement participé aux Championnats du monde 2011 à Shanghai et qu'ils reçoivent ensuite une invitation pour participer aux Jeux. Cette invitation est accordée par la FINA suivant une table de points qu'elle utilise pour classer les nageurs.
Pour le 200 mètres papillon hommes, le TSO est de 2 min 0 s 95. Pour le 100 mètres dos femmes, il est de 1 min 2 s 95. Hocine Haciane et Mónica Ramírez Abella ne réalisent pas ce TSO mais sont invités pour ces Jeux olympiques en vertu des places accordées au nom de l'universalité,.

### Résultats
Hocine Haciane était dans la première série du 200 mètres papillon, où il termine cinquième et dernier avec un temps de 2 min 6 s 37. Il termine au 37e rang total.
Lors de l'épreuve du 100 mètres dos, Mónica Ramírez Abella termine deuxième de sa série, la première des six au programme. Son temps de 1 min 7 s 72 ne lui permet cependant pas de faire partie des seize demi-finalistes. Elle termine en 42e position.
| Athlète        | Épreuve        | Série        | Série         |
| Athlète        | Épreuve        | Temps        | Rang          |
| -------------- | -------------- | ------------ | ------------- |
| Hocine Haciane | 200 m papillon | 2 min 6 s 37 | 37e (éliminé) |

| Athlète               | Épreuve   | Série        | Série          |
| Athlète               | Épreuve   | Temps        | Rang           |
| --------------------- | --------- | ------------ | -------------- |
| Mónica Ramírez Abella | 100 m dos | 1 min 7 s 72 | 42e (éliminée) |

## Tir
L'Andorre est représentée dans les compétitions de tir par un athlète, Joan Tomàs Roca.
Âgé de 61 ans, Roca participe pour la cinquième fois aux Jeux olympiques. Il est aligné dans l'épreuve de trap.

### Qualification
Le système de qualification vise à répartir 390 places entre les différentes nations pour l'ensemble des quinze épreuves de tir, dans la limite de 28 au maximum par pays. Le règlement du Comité international olympique stipule que toutes les épreuves de qualification doivent avoir lieu durant les 24 mois précédant les Jeux. La Fédération internationale de tir sportif déclare que la qualification débute avec les Championnats du monde de tir 2010, soit presque deux ans avant les Jeux de Londres. Les compétitions permettant l'obtention de ces « quotas olympiques » sont les championnats du monde et continentaux à partir de 2010 ainsi que la Coupe du monde ISSF 2011. Chaque quota attribué ne l'est pas au sportif qui l'a décroché, mais à son comité national olympique.
Grâce à sa participation à la Coupe du monde 2011, Joan Tomàs Roca gagne une place sur le trap masculin, la seule obtenue finalement par Andorre. Joan Tomàs Roca est ainsi retenu pour participer aux Jeux olympiques.

### Résultat
Joan Tomàs Roca termine 33e des qualifications avec 103 points. Il finit avant-dernier du tournoi et se montre déçu de son résultat.
| Athlète         | Compétition | Qualification | Qualification |
| Athlète         | Compétition | Points        | Rang          |
| --------------- | ----------- | ------------- | ------------- |
| Joan Tomàs Roca | Trap hommes | 103           | 33e           |

## Aspects extra-sportifs

### Diffusion des Jeux en Andorre
Aucune chaîne de télévision locale ne diffuse les Jeux. Le public andorran peut suivre les compétitions sur la chaîne espagnole Radio Televisión Española, sur les chaînes françaises de France Télévisions ainsi que sur Eurosport.

### Timbre
À l'occasion de ces Jeux olympiques, la poste franco-andorrane publie un timbre. Il met en scène une des disciplines à laquelle participent les athlètes du pays en 2012 : le judo. Le timbre représente un tatami avec un athlète dessus.